# Bleuette Bernon
Léontine Ernestine Gauché més coneguda com Bleuette Bernon (14è districte de París, 6 de juny de 1878 - Saint-Maur-des-Fossés, 15 de juny de 1937) va ser una artista lírica i una actriu francesa del cinema mut.
És coneguda gairebé exclusivament pels seus papers en vuit de les pel·lícules de Georges Méliès. Bleuette Bernon és la mare de l'actriu Marianne Cantrelle (1900-1972) i l'àvia de l'actriu Jacqueline Cantrelle nascuda el 1927.

## Biografia
No sabem en quines circumstàncies aquesta brodadora, filla natural d'una modesta florista del boulevard Bonne-Nouvelle, es va convertir en artista de cafè-concert. El que sí que sabem és que en el moment del seu primer matrimoni el 1898, encara exercia la seva professió i l'any següent ja rodava la seva primera pel·lícula amb Georges Méliès. D'altra banda, és efectivament declarada "artista lírica" al certificat de naixement de la seva filla el 4 de setembre de 1900.
Si Georges Méliès no l'hagués vist un vespre de 1899 durant la seva gira de cant al cabaret l'Enfer, Bleuette Bernon s'hauria enfonsat, sens dubte, en l'oblit. Per descomptat, no va ser la seva veu la que la va fer destacar, ja que es tractava de filmar en pel·lícules sense paraules, sinó la seva aparença i la seva manera d'evolucionar i expressar-se a l'escenari.
Georges Méliès li va reservar els papers principals en vuit dels seus millors llargmetratges entre 1899 i 1909, data en què va deixar definitivament els platós per tornar a l'escena de cafè-concerts parisencs com Eldorado o la Cigale.
Bleuette Bernon va fer, doncs, una aparició al cinema, que es notava més perquè no tenia futur. Ràpidament va tornar a caure en l'anonimat del qual l'havia extret Méliès uns anys abans. Quan la seva filla Marianne Thérèse Lacreuse es va casar el 1926, Bleuette Bernon vivia a la rue Caulaincourt.

## Filmografia
Les primeres pel·lícules en què va aparèixer es van fer a finals del s. XIX. Sense guió, només duren uns minuts. Georges Méliès va canviar el gènere del cinema de ficció, i Bleuette Bernon es va convertir en una de les primeres actrius a interpretar els papers de personatges històrics o imaginaris.
Segons Paul Didier, Bleuette Bernon hauria protagonitzat una vintena de pel·lícules de Georges Méliès. Fins ara, només s'ha identificat positivament en els 8 curts següents:
- 1899: Le Coucher de la mariée, de Georges Méliès: la mariée
- 1899: Cendrillon, de Georges Méliès: fada protectora
- 1901: Barbe-bleue, de Georges Méliès: la fada
- 1902: Le Voyage dans la Lune, de Georges Méliès: Phoebé
- 1903: El regne de les fades, de Georges Méliès: Aurora
- 1908: Hallucinations pharmaceutiques, de Georges Méliès: l'assistante du pharmacien
- 1910: Si j'étais le roi, de Georges Méliès